# 婦女節 (澳洲雜誌)
《妇女节》（Woman’s Day）是由Are Media出版的澳洲女性杂志。 它是澳大利亚销量最高的周刊。  